# Simone Origone
Simone Origone, född 8 november 1979 i Aosta, är en italiensk speedskiåkare som hade världsrekordet (251,40 km/h) från 2006 fram tills 2016 då världsrekordet slogs av hans lillebror, Ivan Origone (254,958 km/h). Den 7 april 2018 vann Simone totala världscupen för tionde gången.